# Ricard Ferrando Rey
Ricard Ferrando Rey   (Barcelona, 7 de febrer de 1907 - Miami, 6 de febrer de 1996) va ser un atleta i ciclista català.
Va destacar com corredor de mig fons, arribant a proclamar-se campió de Catalunya en la prova dels 1.500 metres llisos, corrent amb el club AE Tagamanent. L'any 1926 es va veure involucrat en un tema de llicències duplicades i fou sancionat amb un any de suspensió. L'agost de 1927 anuncià que abandonava la pràctica de l'atletisme per dedicar-se al ciclisme.
En ciclisme va córrer professionalment entre 1928 i 1935. Membre de l'Agrupació Ciclista Montjuïc, esdevé professional a partir de 1927. Va guanyar el Trofeu Masferrer el 1935. També establí alguns records com el català de l'hora a Vilafranca del Penedès el 1947 i el rècord espanyol de 100 km individual en pista. Posteriorment va emigrar a Amèrica, primer a Buenos a Aires, i després als Estats Units, on va morir. El 1965 va fer un viatge a Espanya, durant el qual els antics companys ciclistes li van retre homenatge.

## Palmarès
Atletisme
- Campionat de Catalunya - 1.500 metres llisos: 1926

Ciclisme
- 1928
  - 8è a la Volta a Catalunya
- 1932
  - 3r al Trofeu Masferrer
- 1933
  - 3r al Gran Premi de Biscaia
- 1935
  - 1r al Trofeu Masferrer